# Spreidingsbeleid
Spreidingsbeleid is een beleid waarbij mensen, groepen of zaken op een bepaalde manier over een groter geheel worden gespreid. 
Meer specifiek gaat het om een beleid waarbij mensen en gezinnen op grond van etniciteit, inkomen of andere kenmerken in bepaalde steden, dorpen of wijken worden geplaatst of waar mensen op grond daarvan in bepaalde wijken geen woning mogen betrekken zodat zij over de stad of de regio gespreid worden. Dit beleid wordt door sommigen nodig geacht om verloedering van bepaalde wijken te voorkomen. Het is een politiek zeer omstreden beleid en tot voor enige jaren was het niet politiek correct dit soort zaken voor te staan en werd het voor racistisch e.d versleten.
In 1972 voerde de gemeente Rotterdam na rellen in de Afrikaanderwijk een dergelijk beleid in: in elke wijk mochten zich maximaal 5% Mediterranen, Surinamers en Antillianen vestigen. Dit raadsbesluit werd een jaar later door rijksoverheid geschorst en in 1974 vernietigd door de Raad van State. 
In 1979 ging Rotterdam conform de nota "Leegloop en toeloop" migranten plaatsen in wijken waar minder dan 16% migranten waren. Maatschappelijke protest en kritiek uit wetenschappelijke hoek maakte een eind aan dit beleid. 
In andere steden is vaak een verkapt spreidingsbeleid gevoerd door de woningcorporaties al dan niet in samenwerking met de gemeente. Op die manier zijn bijvoorbeeld grote aantallen Hindoestanen, afkomstig was van het Surinaamse platteland, in de jaren zeventig vanuit opvangcentra verspreid over heel Nederland, tot in plaatsen als Lobith, Sint-Michielsgestel en Winschoten. Dit isoleerde hen, mede door slechte begeleiding en een gebrek aan nazorg, van andere Hindoestanen en maakte hen moeilijk bereikbaar voor Surinaamse welzijnsstichtingen. Een deel van hen trok naderhand naar de grote steden, waar familieleden en vrienden woonden.
Het spreidingsbeleid is terug op de politieke agenda sinds in 2003 in Rotterdam een discussie op gang kwam over de sterke toename van kansarmen in bepaalde wijken in de stad. De discussie gaat met name over migranten. In het najaar van 2004 begon Rotterdam met een proef waarbij wordt gespreid op basis van inkomen, door bepaalde buurten te sluiten voor bepaalde categorieën huurders (de zogenaamde kansarmen). In juli 2005 concludeerde de Commissie gelijke behandeling (CGB) in een op verzoek van het regioplatform Maaskoepel uitgebracht advies, dat het spreidingsbeleid van de gemeente Rotterdam "indirect onderscheid oplevert op grond van ras, nationaliteit en geslacht" zonder dat hiervoor een objectieve rechtvaardiging bestond.